# CFモンテレイ
クルブ・デ・フトボル・モンテレイ（西: Club de Futbol Monterrey）は、メキシコ北東部、ヌエボ・レオン州の州都モンテレイに本拠地を置くサッカークラブである。リーガMXに所属。スペイン語でサッカーを意味する単語である「Fútbol」は「u」の上にアクセント記号が必要であるが、CFモンテレイは、公式サイトによると「Futbol」が正式名称である。
1945年6月28日設立。メキシコ北部のプロクラブとしては現存最古のクラブである。ラテンアメリカ最大の飲料会社であるFEMSAが所有している。ホームゲームはエスタディオ・テクノロヒコで行われる。プリメーラ・ディビシオンではメヒコ1986とクラウスーラ2003とアペルトゥーラ2009とアペルトゥーラ2010の4回、コパ・メヒコでは1991年の1回優勝しており、CONCACAFチャンピオンズリーグでは2011年から3連覇を達成した。特に2000年代以降に大きな成功を収めている。
そのユニフォームから、一般にロス・ラジャードス（Los Rayados、縦縞）という愛称で知られる。ヌエボ・レオン州立大学(UANL)のクラブであるUANLティグレスとの対戦はクラシコ・レヒオモンターノ(Clásico Regiomontano)として知られる。アルゼンチン、ブラジル、チリ、スペイン、ウルグアイなど国外出身選手も多く在籍し、アフリカやスペイン以外のヨーロッパ出身選手が在籍したこともある。

## 歴史

### 1940年代-1950年代
第二次世界大戦終結後、ラモン・カルデナス・コロナード、エンリケ・アジャラ・メディーナ、パウル・C・プロベルト、ロヘリオ・カントゥ・ゴメス、ミゲル・マルガイン・ソサージャなどに率いられた実業家グループはCFモンテレイの設立を決定した。初期のユニフォームは肩部分に斜めの青色の線が入った白色のユニフォームだったが、タンピコ・マデーロというクラブが着用していたような縦縞が1965年に導入され、それ以来は白色と青色の縦縞のシャツ、青色のパンツを着用している。1945年8月19日、サン・セバスティアン・デ・レオン戦がプロでの初試合となり、ホセ・ゴメスの得点でモンテレイが1-0で勝利したが、モンテスーマには0-6で大敗した。この数日後、選手が乗ったバスがサン・フアン・デ・ロス・ラゴス道路で悲惨な事故に巻き込まれ、数人が死亡した。モンテレーは協力関係にあるクラブから選手を借りて大会参加を続けたが、生き残った選手は大きな衝撃を受け、この年には21連敗と121失点を喫して最下位でシーズンを終えた。事故で死去した選手を弔うため、1946年シーズンはリーグ戦への参加を取りやめた。ヌエボ・レオン州サッカー協会のカルロス・カンセコ会長の尽力で、1952年にセグンダ・ディビシオン（2部）のクラブとして活動を再開し、4年後にプリメーラ・ディビシオン（1部）昇格を果たした。その年は4勝7分13敗の成績ですぐにセグンダ・ディビシオン降格となったが、1959年にプリメーラ・ディビシオンに昇格し、今日までプリメーラ・ディビシオンで戦い続けている。

### 1960年代
1959-60シーズンは降格したクルブ・セラージャと勝ち点3差でかろうじて降格を回避。1960-61シーズンは7勝7分12敗の勝ち点21でシーズンを終えた。1961-62シーズンは7勝5分15敗で勝ち点19しか挙げられず、再び降格の危機に瀕した。1962-63シーズンは8勝12分6敗で勝ち点28を獲得し、勝ち点36を挙げて優勝したCDオロに勝ち点8差の5位となった。1963-64シーズンは12勝8分6敗で勝ち点32を獲得し、勝ち点37で優勝したCDグアダラハラと勝ち点5差の3位となった。1964-65シーズンは17勝3分10敗で勝ち点37を獲得し、優勝したグアダラハラとの勝ち点差を3に詰めた。1965年にはクルブ・ヌエボ・レオンがプリメーラ・ディビシオンに昇格し、1965-66シーズンはモンテレイ市に本拠地を置くクラブが複数トップリーグに在籍した初のシーズンであった。1965-66シーズンは13勝7分10敗で勝ち点33を獲得し、CFアトランテと同勝ち点の4位となった。1966-67シーズンは10勝10分10敗の勝ち点30でイラプアトFCと並んで8位であり、やや後退を感じるシーズンとなった。1967-68シーズンは6勝9分15敗の勝ち点21であり、オロと並ぶ14位に終わった。1968-69シーズンは10勝8分12敗の勝ち点28であり、CFパチューカと並んで10位であった。同シーズンのクルブ・ヌエボ・レオンは勝ち点21に終わり、残留プレーオフでオロに敗れてセグンダ・ディビシオン降格となった。トップリーグに在籍するモンテレイ市唯一のクラブとなった1969-70シーズンは、9勝10分11敗でアトランテと並ぶ勝ち点28であった。

### 1970年代-1990年代
1970年5月から6月にかけてメキシコでFIFAワールドカップが開催された関係で、1970年の大会は2つの短期トーナメントに分割された。モンテレイはグループ1に組み分けられ、勝ち点18で首位のデポルティーボ・トルーカに勝ち点1差の2位となったが、後半のトーナメントでは7位だった。1970-71シーズンは優勝したクラブ・アメリカに次ぐ2位となった。1971-72シーズンにはプレーオフ（数年前に導入）に出場したが、プレーオフ準々決勝でアメリカに2試合合計1-2で敗れた。1972-73シーズンにはティブロネス・ロホス・デ・ベラクルスやグアダラハラと同勝ち点（32）の5位でプレーオフ出場を逃した。1973-74シーズンはプレーオフに出場したが、準々決勝でアトレティコ・エスパニョールに2試合合計5-6で敗れた。1974-75シーズンはグループ2で15勝14分9敗の勝ち点44を稼いだが、出場権を得たウニオン・デ・クルティドーレスに勝ち点2及ばずプレーオフ出場を逃した。1975年にはエウゼビオが加入し、10試合出場1得点を記録。1975-76シーズンは16勝12分10敗で勝ち点44を獲得し、首位でプレーオフ出場権を得た。プレーオフ準々決勝ではクルス・アスルに2試合合計7-2で勝利したが、準決勝でグアダラハラに2試合合計2-3で敗れた。1976-77シーズンは10勝12分け16敗の勝ち点32でグループ2の4位に終わり、プレーオフ出場を逃した。1977-78シーズンは勝ち点38でグループ2の4位に終わり、ヌエボ・レオン州内のライバルであるUANLティグレスに勝ち点6差を付けられてプレーオフ出場を逃した。1978-79シーズンは14勝12分け12敗で勝ち点40を獲得し、グループ1の首位でプレーオフ出場を決めた。プレーオフに出場する8クラブが2グループに分かれて総当たりのリーグ戦を行ったが、モンテレイは6試合で勝ち点6（1勝4分1敗）に終わり、UNAMプーマスに勝ち点2差のグループ3位であった。1979-80シーズンは9勝16分16敗（40得点50失点）であり、グループ1の3位であった。
メヒコ86ではハイボス・タンピコ・マデーロに2試合合計3-2で勝利してリーグ戦初優勝を飾った。ブラジル人のレイナルド・ゲルディーニやメキシコ人のフランシスコ・ハビエル・クルスなどが得点し、クルスは得点王に輝いている。1993年にはCONCACAFカップウィナーズカップで優勝し、クラブ初の国際タイトルを獲得した。

### 2000年代以降

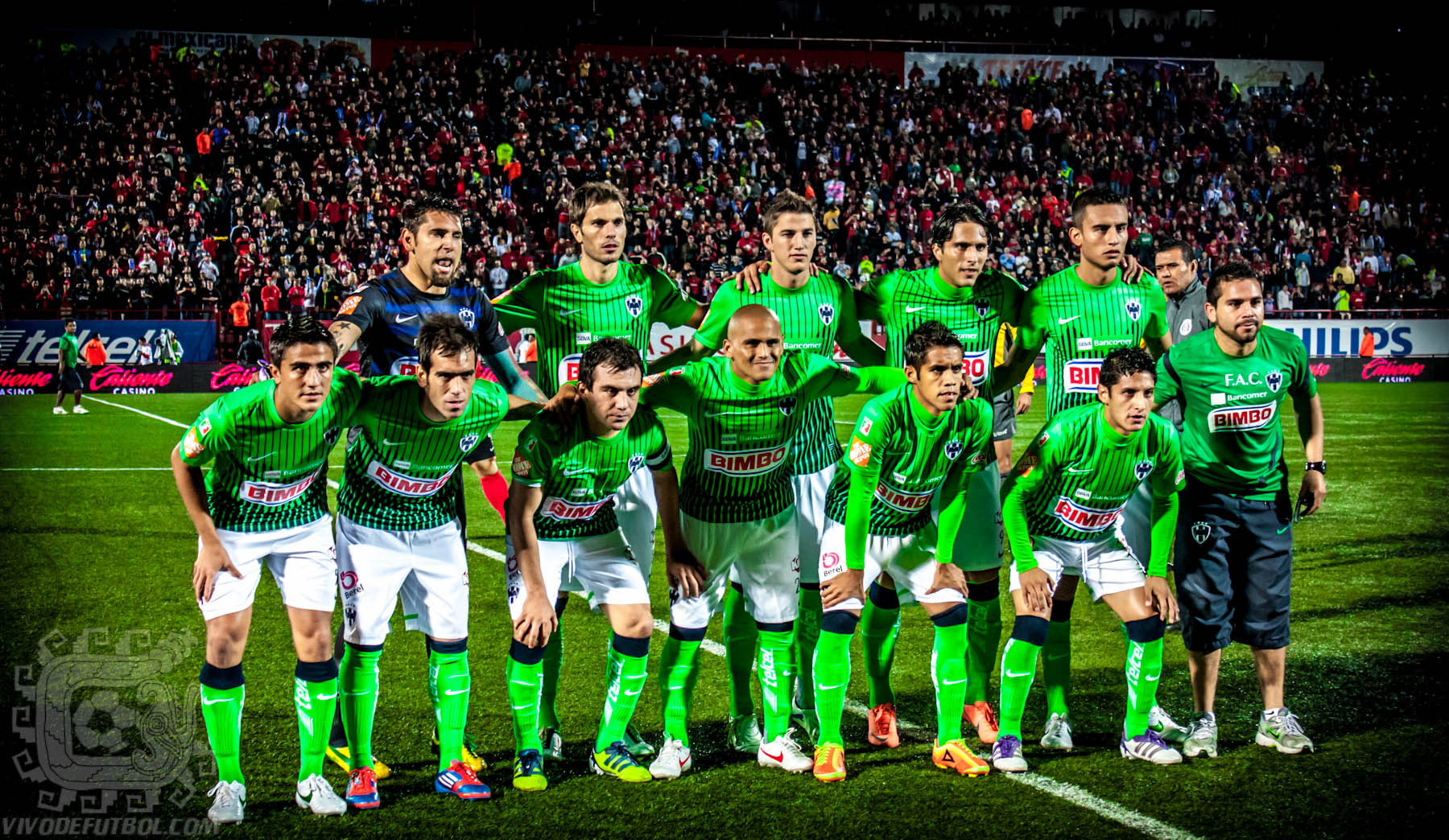
クラウスーラ2012でのモンテレー

クラウスーラ2003の決勝ではモナルカス・モレリアを2試合合計3-1で破って2度目のリーグ優勝を決めた。2009年1月に就任したビクトル・マヌエル・ブセティッチ監督政権下で黄金期を迎え、アペルトゥーラ2009の決勝ではクルス・アスルを2試合合計6-4で破って3度目のリーグ優勝を決めた。アペルトゥーラ2009の優勝メンバーには得点王のウンベルト・スアソに加えてフェリペ・バロイなどもいた。アペルトゥーラ2010ではスアソやイラム・ミエールなどが傑出した活躍を見せ、サントス・ラグナを2試合合計5-3で破って4度目のリーグ優勝を果たした。2010-11シーズンのCONCACAFチャンピオンズリーグではデポルティーボ・サプリサ（コスタリカ）、CDマラトン（ホンジュラス）、シアトル・サウンダースFC（アメリカ）と同組となり、5勝1分の勝ち点16で決勝トーナメント進出を決めた。準々決勝ではトルーカ、準決勝ではクルス・アスルと、2ラウンド続けてメキシコのクラブを破り、アウェーで行われた決勝のレアル・ソルトレイク（アメリカ）戦1stレグは2-2の引き分けだった。レアル・ソルトレイクはホームでの公式戦37連勝中（2年近く無敗）だったが、2ndレグではスアソが試合唯一の得点を挙げ、2試合合計3-2でレアル・ソルトレイクを破った。同大会初優勝を決め、1993年以来となる国際タイトルを獲得した。2011年12月には日本で開催されたFIFAクラブワールドカップに初出場したが、初戦で柏レイソル（日本、開催国代表）にPK戦の末に敗れ、5位決定戦ではエスペランス（チュニジア、アフリカ代表）に3-2で勝利した。2011-12シーズンのCONCACAFチャンピオンズリーグ・グループリーグではシアトル・サウンダース、CSDコムニカシオネス（グアテマラ）、CSエラディアーノ（コスタリカ）と同組となり、4勝2敗の勝ち点12で首位通過した。準々決勝ではモレリアを2試合合計7-2で、準決勝ではUNAM（メキシコ）を2試合合計4-1で下すと、3連続でメキシコのクラブとの対戦となった決勝では、サントス・ラグナを2試合合計3-2で破って2連覇を果たした。1stレグではスアソが2得点して2-0で勝利し、スアソが累積警告で出場停止となった2ndレグは1-2で敗れたが、2試合合計スコアでかろうじて逃げ切った。2000年代後半はクラブ史上最も大きな成功を収めた期間とされている。
ヌエボ・レオン州のクラブとしては最多となる3人のリーグ得点王を輩出している。メヒコ86ではフランシスコ・ハビエル・クルスが14得点で得点王に輝き、初のリーグ優勝に貢献。クラウスーラ2003優勝に貢献したギジェルモ・フランコはアペルトゥーラ2004で15得点を挙げて得点王に輝き、後にスペインのビジャレアルCFに移籍した。クラウスーラ2008ではスアソが13得点で得点王に輝いた。スアソはアペルトゥーラ2009での優勝に貢献したほか、チリ代表として戦った2010 FIFAワールドカップ・南米予選では10得点を挙げて予選の得点王に輝いている。スアソは後にスペインのレアル・サラゴサに移籍したが、アペルトゥーラ2010の最中にモンテレーに復帰し、2011-12シーズンのCONCACAFチャンピオンズリーグで得点王に輝くなどして大会2連覇に貢献した。2012年12月には日本で開催されたFIFAクラブワールドカップに2年連続で出場すると、初戦で蔚山現代（韓国、アジア代表）に3-1でFIFAクラブワールドカップ初勝利をした。準決勝ではチェルシー（イングランド、ヨーロッパ代表）に1-3で敗れ、3位決定戦ではアル・アハリ（エジプト、アフリカ代表）に2-0で勝利した。2012-13シーズンのCONCACAFチャンピオンズリーグでは3年連続で決勝に進出し、前年大会と同じサントス・ラグーナを2試合合計4-2で破って3連覇を果たした。2013年12月にはモロッコで開催されたFIFAクラブワールドカップに3年連続で出場したが、初戦でラジャ・カサブランカ（モロッコ、開催国代表）に延長戦の末に1-2で敗れ、5位決定戦ではアル・アハリ（エジプト、アフリカ代表）に5-1で勝利した。なお2013-14シーズンのCONCACAFチャンピオンズリーグは出場を逃し4連覇はならなかった。2015-16シーズンからは本拠地をエスタディオBBVAバンコメルに移転。

## ライバルとサポーター

### ライバル
最大のライバルはUANLティグレスであり、UANLとの対戦はクラシコ・レヒオモンターノ（Clásico Regiomontano）と呼ばれる。1974年7月13日にエスタディオ・ウニベルシタリオで初のダービーが行われ、1-1で引き分けた。2度目のダービーではモンテレイが2-1で勝利した。初期のダービーはほとんどいつもエスタディオ・ウニベルシタリオで行われた。スタジアムの改築前には約70,000人の観客がダービーに詰めかけた。その日の天候やチーム状態に関わらず、現在でもダービーでは常にスタジアムが満員となる。2012年までに38年間で95回のダービーが行われているが、モンテレイ・UANLともに33勝28分（1試合は中止）であり、対戦成績は完全に五分である。公式戦での初ダービーより前に6回の非公式なダービーが行われているが、このダービーではモンテレイが5勝している。

### サポーター
モンテレイ市にはプロサッカークラブがひとつしかなく、プリメーラ・ディビシオンの試合は必ずチケットが売り切れるため、市は「モンテレイにはメキシコで最も忠実なサポーターが存在する」と吹聴している。モンテレイのサポーター集団であるラ・アディシオンとUANLのサポーター集団であるリブレス・イ・ロコスは敵対関係にある。数千人のメンバーがアウェーまで駆けつけ、モンテレイは最も多くのサポーターが遠征するクラブとして知られている。1991年にエスタディオ・アスルで行われたクルス・アスル戦には、14,000人ものモンテレイサポーターがアウェーゲームに駆けつけた。

## スタジアム

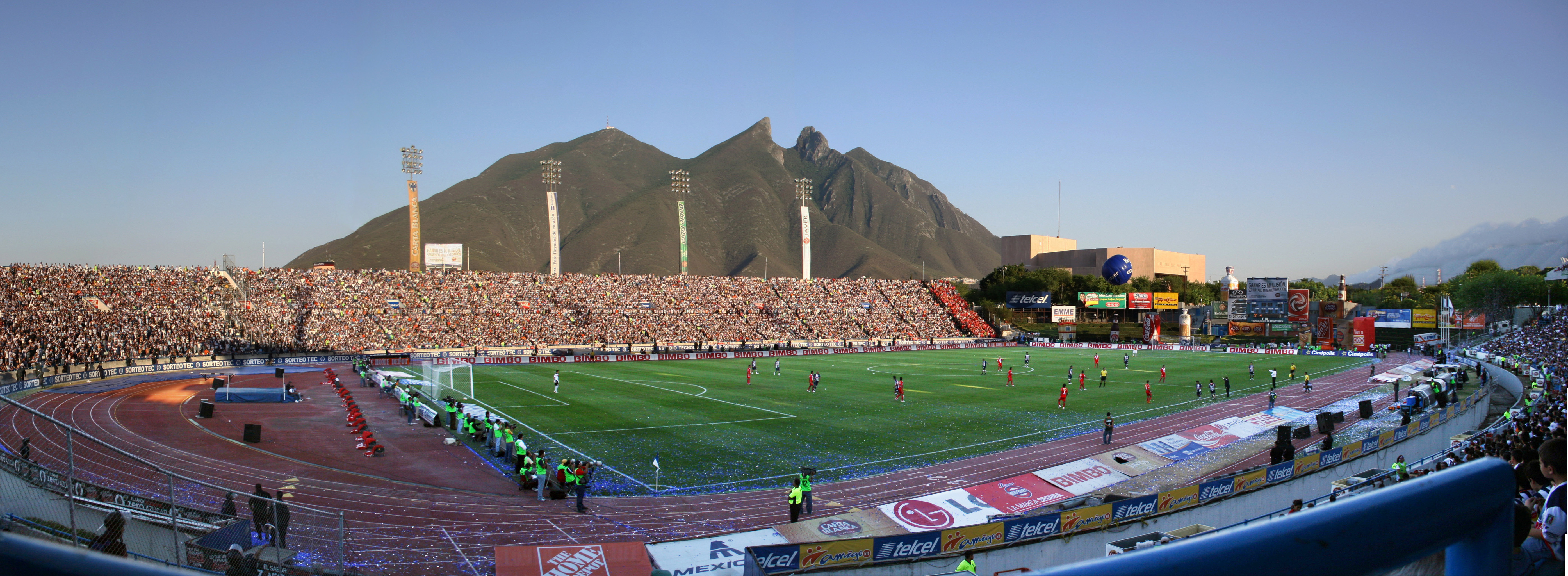
エスタディオ・テクノロヒコでのベラクルス戦

かつてモンテレイはエスタディオ・テクノロヒコをホームスタジアムとしていた。テクノロヒコはエスタディオ・アスルに次いでメキシコで2番目に古いスタジアムであり、モンテレイ工科大学のボレーゴス・サルバヘス（アメリカンフットボール）も使用していた。新スタジアムがモンテレイ東部郊外のグアダルーペに計画された。2011年に建設が開始され2015年に完成した。収容人数は約50,000人であり、イングランドのウェンブリー・スタジアムとアイルランドのアビバ・スタジアムのデザインを組み合わせた様な外観である。

## ユニフォーム

### クラブカラ―
1945年のクラブ創設以来、白色と青色がクラブカラーとして使用されており、縦縞を基本としながら細かな変更を行っている。青色の色合いは濃紺色からわずかに明るい調子の青色までひっきりなしに変更されている。3番目の色は一貫性がなく、赤色、オレンジ色、青緑色が使用されることもあれば、近年では青紫色、紫色、緑色が使用されている。

### スポンサー
| 年      | サプライヤー | メインスポンサー     | その他のスポンサー                                                                                |
| ------- | ------------ | -------------------- | ------------------------------------------------------------------------------------------------- |
| 1984–91 | アディダス   |                      |                                                                                                   |
| 1991–98 | ABA SPORT    | ABACO-CONFIA 1989–98 | アグア・スポルト（飲料）                                                                          |
| 1998–99 | ABA SPORT    | Bimbo（食料品）      | アグア・スポルト（飲料）, ペプシコーラ（飲料）, テカテ（ビール）                                  |
| 1999–07 | アスレティカ | Bimbo（食料品）      | コカ・コーラ（飲料）, Casas Javer, Oxxo（コンビニ）, Carta Blanca, BBVA（銀行）                   |
| 2007–08 | ナイキ       | Bimbo（食料品）      | コカ・コーラ（飲料）, Casas Javer, LG（家電）, Carta Blanca, BBVA（銀行）                         |
| 2008–   | ナイキ       | Bimbo（食料品）      | コカ・コーラ（飲料）, Casas Javer, Carta Blanca, ザ・ホーム・デポ（住宅リフォーム）, BBVA（銀行） |

### ユニフォームの変遷
最初のユニフォームは胸部分を斜めに横切るラインが入った青色と白色のシャツ、白色のパンツ、紺色のソックスであった。2度目のリーグ優勝後の1955年には2本の青色の線が入った白色のシャツに変更された。1960年代には淡青色の縦縞のシャツ、白色のパンツとソックスに変更され、1962年にはメキシコシティのアストゥリアスFCのユニフォームからヒントを得た、現在でも使用されているユニフォームが導入された。
ホーム
| 1945 ホーム | 1965 ホーム | 1975 ホーム | 1980–83 ホーム | 1989–93 | 1994–97 ホーム | 2010 ホーム |  |

アウェー
| 1955 アウェー | 1960 アウェー | 1976 アウェー | 1980–83 ホーム | 1983–89 アウェー | アウェー 2003 | 2008 アウェー | 2010 アウェー |  |

## タイトル

### 国内タイトル
- プリメーラ・ディビシオン

優勝 (5) : メヒコ1986, クラウスーラ2003, アペルトゥーラ2009, アペルトゥーラ2010, アペルトゥーラ2019
準優勝 (6) : 1992–93, アペルトゥーラ2004, アペルトゥーラ2005, クラウスーラ2012,クラウスーラ2016 , アペルトゥーラ2017
- セグンダ・ディビシオン

優勝 (2) : 1956, 1960
- スーペルコパ・デ・セグンダ・ディビシオン

優勝 (1) : 1956
- コパ・メヒコ

優勝 (3) : 1991, 2017, 2020
準優勝 (3) : 1964, 1969, 2019
- カンペオン・デ・カンペオーネス

準優勝 (1): 2003
- インテルリーガ

優勝 (1) : 2010

### 国際タイトル
- CONCACAFチャンピオンズリーグ

優勝 (5) : 2010-11, 2011-12, 2012-13, 2019, 2021
- CONCACAFカップウィナーズカップ

優勝 (1) : 1993
- FIFAクラブワールドカップ

最高位3位 : 2012, 2019

## 現所属メンバー
2023年12月12日現在
注：選手の国籍表記はFIFAの定めた代表資格ルールに基づく。
| No. | Pos. |              | 選手名                   |
| --- | ---- | ------------ | ------------------------ |
| 1   | GK   | アルゼンチン | エステバン・アンドラダ   |
| 4   | DF   | メキシコ     | ビクトル・グスマン       |
| 5   | MF   | メキシコ     | オマル・ゴベア           |
| 6   | DF   | メキシコ     | エドソン・グティエレス   |
| 7   | FW   | メキシコ     | ロヘリオ・フネス・モリ   |
| 8   | MF   | エクアドル   | ジョアン・ロハス         |
| 9   | FW   | メキシコ     | ヘルマン・ベルテラメ     |
| 10  | MF   | スペイン     | セルヒオ・カナレス       |
| 11  | MF   | アルゼンチン | マクシミリアーノ・メサ   |
| 12  | MF   | メキシコ     | ヘスス・マヌエル・コロナ |
| 14  | MF   | メキシコ     | エリック・アギーレ       |
| 15  | DF   | メキシコ     | エクトル・モレノ ()      |

| No. | Pos. |            | 選手名                       |
| --- | ---- | ---------- | ---------------------------- |
| 17  | DF   | メキシコ   | ヘスス・ガジャルド           |
| 18  | DF   | メキシコ   | アレックス・グリハルバ       |
| 19  | MF   | メキシコ   | ジョルディ・コルティソ       |
| 20  | DF   | チリ       | セバスティアン・ベガス       |
| 21  | MF   | メキシコ   | アルフォンソ・ゴンサレス     |
| 22  | GK   | メキシコ   | ルイス・カルデナス           |
| 24  | GK   | メキシコ   | セザール・ラファエル・ラモス |
| 25  | MF   | メキシコ   | ホナタン・ゴンサレス         |
| 27  | MF   | メキシコ   | ルイス・ロモ                 |
| 29  | FW   | ウルグアイ | ロドリゴ・アギーレ           |
| 31  | DF   | メキシコ   | ダニエル・パラ               |
| 33  | DF   | コロンビア | ステファン・メディーナ       |
| 35  | DF   | メキシコ   | セザール・ブストス           |
| 93  | DF   | スペイン   | セルヒオ・ラモス             |

## 歴代監督
- ロベルト・スカローネ 1962–65
- マリオ・ペレス 1966–69
- イグナシオ・ハウレギ 1969–74
- フェルナンド・リエラ 1975–76
- ウビラジャラ・チャガス 1976
- ルイス・フィルポ 1976–77
- フェルナンド・リエラ 1977–78
- オットー・グロリア 1978–79
- グスタボ・ペーニャ 1979
- ウビラジャラ・チャガス 1979–80
- ペドロ・デリャーチャ 1980–81
- エクトル・ウーゴ・エウギ 1981–82
- ビセンテ・ペレーダ 1982–83
- ロベルト・マトサス 1983–84
- フランシスコ・アビラン 1985–87
- ホセ・レデスマ 1987–89
- フェルナンド・リエラ 1989
- ペドロ・ガルシア 1989–91
- カルロス・アルベルト・トーレス 1991–92
- ミゲル・メヒア・バロン 1991–92
- ウーゴ・エルナンデス 1993–94
- マグダレノ・カノ 1994, 1997, 1999
- アルトゥーロ・サラ 1994–1996
- クラウディオ・ロスタヌウ 1997
- トマス・ボイ 1997–1998
- ホセ・トレビーニョ 1999
- カルロス・ハラ・サギエール 1999
- エドゥアルド・ソラーリ 1999
- ベニート・フローロ 1999–2001
- ダニエル・パサレラ 2002–2003
- ウーゴ・デ・レオン 2004
- セルヒオ・オルドゥーニャ 2004
- ミゲル・エレーラ 2004–2007
- イサアク・ミスライ 2007–2008
- リカルド・ラ・ボルペ 2008–2009
- ビクトル・マヌエル・ブセティッチ 2009–2013, 2022-
- ホセ・グアダルーペ・クルス 2013–2014
- カルロス・バーラ & ホセ・トレビーニョ (暫定) 2014-2016
- カルロス・バーラ 2014-2015
- アントニオ・モハメド 2015-2018, 2019-2020
- ハビエル・アギーレ 2020-2022

## 歴代所属選手

### 永久欠番
- 12 - サポーター
- 26 -  ウンベルト・スアソ
- 28 -  ヘスス・アレジャノ（1992-1997、2000-2011に在籍したウインガー）

### 得点数
2013年12月9日時点
| 順位 | 通算 | 選手                           | 国内 リーグ | 国内 カップ | CON CACAF | FIFA主催 カップ | インテル リーガ |
| ---- | ---- | ------------------------------ | ----------- | ----------- | --------- | --------------- | --------------- |
| 1    | 116  | ウンベルト・スアソ             | 98          | 0           | 16        | 1               | 1               |
| 2    | 96   | マリオ・ジ・ソウザ・モタ       | 90          | 5           | 1         | 0               | 0               |
| 3    | 73   | ミウトン・カルロス             | 71          | 2           | 0         | 0               | 0               |
| 4    | 69   | ルベン・ロメオ・コルボ         | 68          | 0           | 1         | 0               | 0               |
| 4    | 69   | アルド・デ・ニグリス           | 53          | 0           | 14        | 2               | 0               |
| 6    | 65   | ギジェルモ・フランコ           | 63          | 0           | 2         | 0               | 0               |
| 7    | 59   | アルフレド・ヒメネス           | 58          | 0           | 1         | 0               | 0               |
| 8    | 57   | フランシスコ・ハビエル・クルス | 54          | 0           | 3         | 0               | 0               |
| 9    | 56   | ルイス・エルネスト・ペレス     | 50          | 0           | 3         | 0               | 3               |
| 9    | 55   | ウビラジャラ・チャガス         | 55          | 0           | 0         | 0               | 0               |
| 11   | 50   | セルヒオ・ベルディラメ         | 45          | 0           | 4         | 0               | 1               |
| 12   | 49   | ヘスス・アレジャノ             | 48          | 0           | 0         | 0               | 1               |

- 太字は現モンテレイ所属選手

### 出場試合数
| 順位 | 選手                       | 試合数 |
| ---- | -------------------------- | ------ |
| 1    | マグダレノ・カノ           | 437    |
| 2    | ヘスス・アレジャノ         | 407    |
| 3    | ルイス・エルネスト・ペレス | 323    |
| 4    | フアン・ゴンサレス         | 275    |
| 5    | ギジェルモ・ムニョス       | 274    |

- 太字は現モンテレイ所属選手。斜字は現役選手。
- 国際大会での出場試合数は含めていない。

### その他
- エウゼビオ 1975-1976
- カルロス・エルモシージョ 1990-1991
- ヘスス・アレジャノ 1992-1997、2000-2011

背番号28はアレジャノの功績を称え、永久欠番となっている。
- ジーニャ 1998-1999
- フアン・アランゴ　2000-2001
- ギジェルモ・フランコ 2002-2005
- ルイス・エルネスト・ペレス 2003-2012, 2015-2016
- レアンドロ・グラシアン 2006 - 2007
- セバスティアン・アブレウ 2006
- ウンベルト・スアソ 2007-2014
- ハレド・ボルヘッティ 2008
- ワルテル・アジョビ 2009-2013, 2016-2017
- リカルド・オソリオ 2010-2016
- ネリ・カルドソ 2010-
- セサル・デルガド 2011-2014